# 1836 у літературі

## Твори
- «Капітанська дочка» — повість Олександра Пушкіна.
- «Ревізор» — п'єса Миколи Гоголя.
- «Посмертні записки Піквікського клубу» Чарлза Діккенса — початок публікації.

## Народились
- 2 січня — Менделе Мойхер-Сфорім, єврейський письменник (помер у 1917).
- 27 січня — Леопольд фон Захер-Мазох (нім. Leopold von Sacher-Masoch), австрійський письменник (помер у 1895).
- 5 лютого — Добролюбов Микола Олександрович, російський літературний критик, публіцист, революційний демократ (помер у 1861).
- 16 лютого — Гашдеу Богдан Петричейку, молдовський і румунський письменник, поет, філолог, публіцист, історик (помер у 1907).
- 17 лютого — Густаво Адольфо Беккер, іспанський письменник-романтик (помер у 1870).
- 22 травня — Стороженко Микола Ілліч, російський учений, літературознавець (помер у 1906).
- 25 серпня — Брет Гарт (англ. Bret Harte), американський письменник (помер у 1902).
- 27 серпня — Боборикін Петро Дмитрович, російський письменник, драматург, журналіст (помер у 1921).
- 4 жовтня — Жульєтт Адам (фр. Juliette Adam), французька письменниця (померла в 1936).

## Померли
- 26 червня — Клод Жозеф Руже де Ліль, французький поет і композитор (народився в 1760).
- 5 листопада — Карел Гінек Маха, чеський поет-романтик (народився в 1810).